# Bractea antiga
Bractea antiga é um adereço arqueológico achado no Sobreiral, Ninho do Açor. Trata-se de um ornamento em ouro laminado de cronologia duvidosa. Há quem faça remontar o achado à fase final da Idade do bronze (cerca de 1000 anos a.C.). Outros, porém, suspeitam que o mesmo deve datar do período lusitano-romano (201 a.C. - 411 d.C).